# Anaxyrus nelsoni
Anaxyrus nelsoni är en groddjursart som först beskrevs av Leonhard Hess Stejneger 1893.  Den ingår i släktet Anaxyrus och familjen paddor. Inga underarter finns listade i Catalogue of Life.

## Beskrivning
Ovansidan är gulorange till olivgrön med vårtor och svarta fläckar som kan flyta ihop till ett spräckligt mönster. Längs mitten har den en ljus längsstrimma. Buksidan är vitaktig med spridda, mörkare fläckar som tenderar att flyta ihop vid benen så att det ser ut som om paddan har byxor. Honorna är större, med en längd mellan 9 och 12 cm mot hanarnas 7,5 till 9 cm.

## Ekologi
Arten lever nära rinnande vatten. Den är nattaktiv, och jagar byten som insekter, spindlar och skorpioner längs stränderna och omgivande landområden. Den kan även samlas kring gatlyktor för att fånga insekter som dras till ljuset. Under dagen gömmer den sig i håligheter, lövhögar eller tät vegetation.
Arten blir vanligtvis inte mycket äldre än 4 till 5 år; högsta konstaterade åldern är dock 17 år.

### Fortplantning
Paddan blir könsmogen mellan två och tre års ålder. Lekperioden varar mellan mitten av februari till juli, och äger rum i öppna, vegetatonsfattiga vattenområden som långsamflytande bäckar eller källor. Dock bör vattensamlingen ha vegetation vid kanterna, som skydd för ägg och yngel. Honan lägger upp till 6 000 ägg i ett sammanhängande, ihoptvinnat band. Äggen kläcks efter en till två veckor, och ynglen förvandlas till fullbildade paddor efter ytterligare fyra till åtta veckor, beroende på vattentemperaturen. Till skillnad från många andra stjärtlösa groddjur är hanarna tystlåtna, och har endast ett kvittrande avvärjningsläte som används om någon annan hane försöker para sig med hanen.

## Utbredning
Arten förekommer endast i Oasis Valley i Nevada, USA på en 16 km lång sträcka längs Amargosa River och dess källor.

## Status
IUCN kategoriserar arten globalt som starkt hotad, och populationen minskar. Främsta orsakerna är kraftiga regn (populationen är så pass liten att den är känslig för den variation av vattennivån detta kan medföra), kreatursdrift och användning av terrängfordon som påverkar habitatet, vattenregleringar, vattenföroreningar samt predation av införda arter som kräftor och oxgrodor.